# Le Bez
Ne doit pas être confondu avec Le Bez, hameau de la commune de La Salle-les-Alpes
Le Bez (occitan : Lo Beç, « le bouleau ») est une commune française située dans le département du Tarn, en région Occitanie. Sur le plan historique et culturel, la commune est dans le Sidobre, un territoire granitique couverts de forêts, à l'est de Castres.
Exposée à un climat océanique altéré, elle est drainée par l'Agout, la Durenque, la Durencuse, le Lignon, le Vernoubre et par divers autres petits cours d'eau. Incluse dans le parc naturel régional du Haut-Languedoc, la commune possède un patrimoine naturel remarquable : un site Natura 2000 (Les « vallées du Tarn, de l'Aveyron, du Viaur, de l'Agout et du Gijou ») et quatre zones naturelles d'intérêt écologique, faunistique et floristique.
Le Bez est une commune rurale qui compte 901 habitants en 2022, après avoir connu un pic de population de 2 087 habitants en 1856.  Elle fait partie de l'aire d'attraction de Castres. Ses habitants sont appelés les Bessois ou  Bessoises.

## Géographie

### Localisation
Commune située au nord-est de Castres, dans les monts de Lacaune près du col de Fauredon.

### Communes limitrophes
Les communes limitrophes sont  Brassac, Burlats, Cambounès, Fontrieu, Lacrouzette, Lasfaillades, Saint-Salvy-de-la-Balme et Vabre.
| Vabre (sur 100 m), Lacrouzette   | Fontrieu |              |
| Burlats, Saint-Salvy-de-la-Balme | du Bez   | Brassac      |
| Cambounès                        |          | Lasfaillades |

### Voies de communication et transports
La ligne 763 du réseau régional liO assure la desserte de la commune, en la reliant à Castres et à Lacaune.

### Hydrographie
La commune est dans le bassin de la Garonne, au sein du bassin hydrographique Adour-Garonne. Elle est drainée par l'Agout, la Durenque, la Durencuse, le Lignon, le Vernoubre, un bras de l'Agout, un bras de l'Agout, le ruisseau de Lacourt et par divers petits cours d'eau, qui constituent un réseau hydrographique de 33 km de longueur totale,.
L'Agout, d'une longueur totale de 194,4 km, prend sa source dans la commune de Cambon-et-Salvergues et s'écoule d'est en ouest. Il traverse la commune et se jette dans le Tarn à Saint-Sulpice-la-Pointe, après avoir traversé 35 communes.
La Durenque, d'une longueur totale de 31,5 km, prend sa source dans la commune et s'écoule d'est en ouest. Elle traverse la commune et se jette dans l'Agout à Castres, après avoir traversé 8 communes.
La Durencuse, d'une longueur totale de 17,7 km, prend sa source dans la commune et s'écoule d'est en ouest. Elle traverse la commune et se jette dans la Durenque à Boissezon, après avoir traversé 5 communes.
Le Lignon, d'une longueur totale de 10,4 km, prend sa source dans la commune et s'écoule d'est en ouest. Il traverse la commune et se jette dans l'Agout à Burlats, après avoir traversé 3 communes.
Le Vernoubre, d'une longueur totale de 11,8 km, prend sa source dans la commune de Fontrieu et s'écoule vers l'ouest puis se réoriente au sud-ouest. Il se jette dans l'Agout sur le territoire communal.

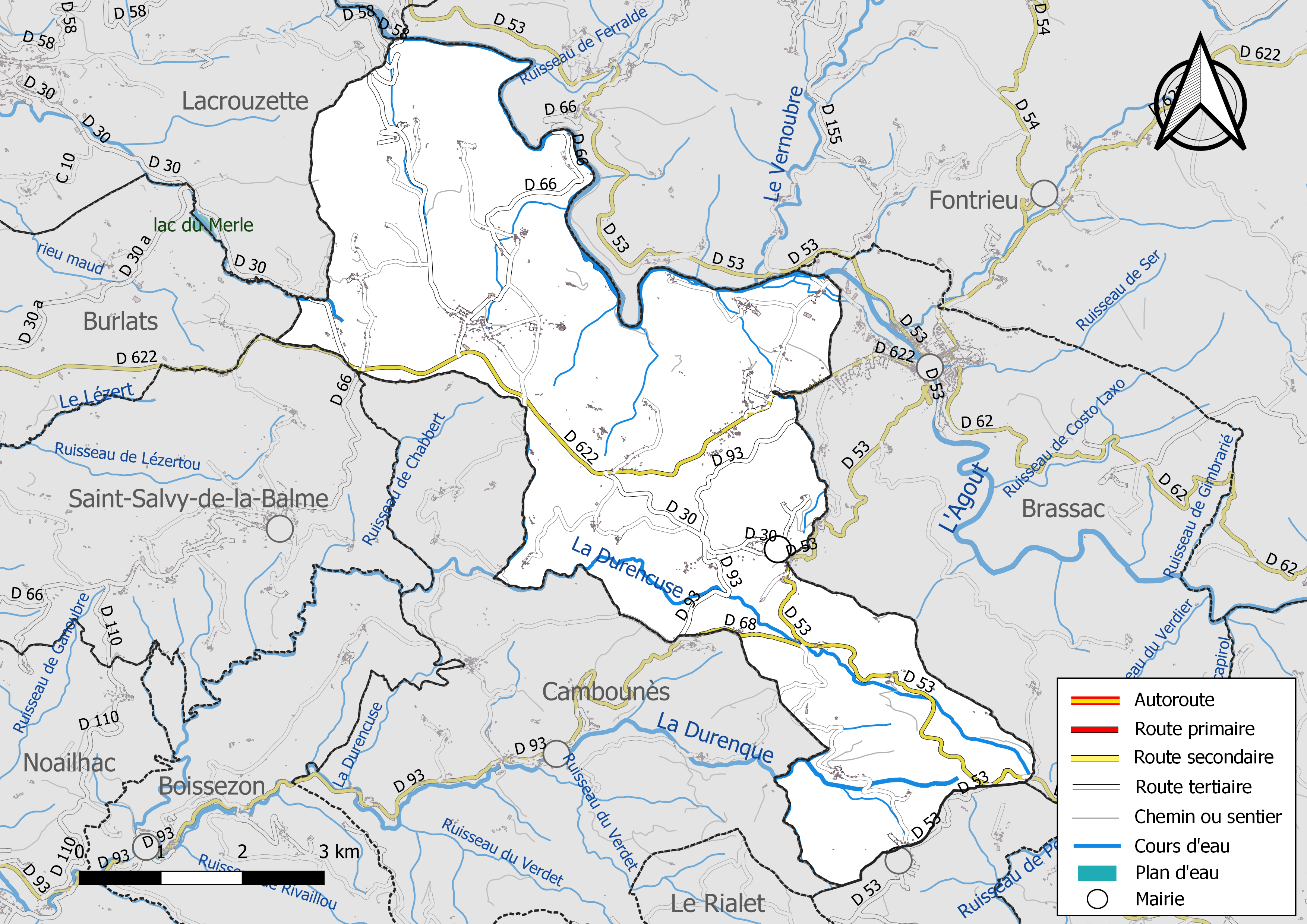
Réseaux hydrographique et routier duBez.

### Climat
Pour des articles plus généraux, voir Climat de l'Occitanie et Climat du Tarn.
En 2010, le climat de la commune est de type climat océanique altéré, selon une étude du Centre national de la recherche scientifique s'appuyant sur une série de données couvrant la période 1971-2000. En 2020, Météo-France publie une typologie des climats de la France métropolitaine dans laquelle la commune est toujours exposée à un climat océanique altéré et est dans une zone de transition entre les régions climatiques « Aquitaine, Gascogne » et « Provence, Languedoc-Roussillon ».
Pour la période 1971-2000, la température annuelle moyenne est de 10,7 °C, avec une amplitude thermique annuelle de 15,3 °C. Le cumul annuel moyen de précipitations est de 1 381 mm, avec 11,6 jours de précipitations en janvier et 6,8 jours en juillet. Pour la période 1991-2020, la température moyenne annuelle observée sur la station météorologique de Météo-France la plus proche, « Mazamet », sur la commune de Mazamet à 15 km à vol d'oiseau, est de 11,4 °C et le cumul annuel moyen de précipitations est de 1 179,1 mm. 
La température maximale relevée sur cette station est de 37,8 °C, atteinte le 26 août 2010 ; la température minimale est de −21,5 °C, atteinte le 16 janvier 1985,,.
Les paramètres climatiques de la commune ont été estimés pour le milieu du siècle (2041-2070) selon différents scénarios d'émission de gaz à effet de serre à partir des nouvelles projections climatiques de référence DRIAS-2020. Ils sont consultables sur un site dédié publié par Météo-France en novembre 2022.

### Milieux naturels et biodiversité

#### Espaces protégés
La protection réglementaire est le mode d’intervention le plus fort pour préserver des espaces naturels remarquables et leur biodiversité associée,.
La commune fait partie du parc naturel régional du Haut-Languedoc, créé en 1973 et d'une superficie de 307 184 ha, qui s'étend sur 118 communes et deux départements. Implanté de part et d’autre de la ligne de partage des eaux entre Océan Atlantique et mer Méditerranée, ce territoire est un véritable balcon dominant les plaines viticoles du Languedoc et les étendues céréalières du Lauragais,

#### Réseau Natura 2000

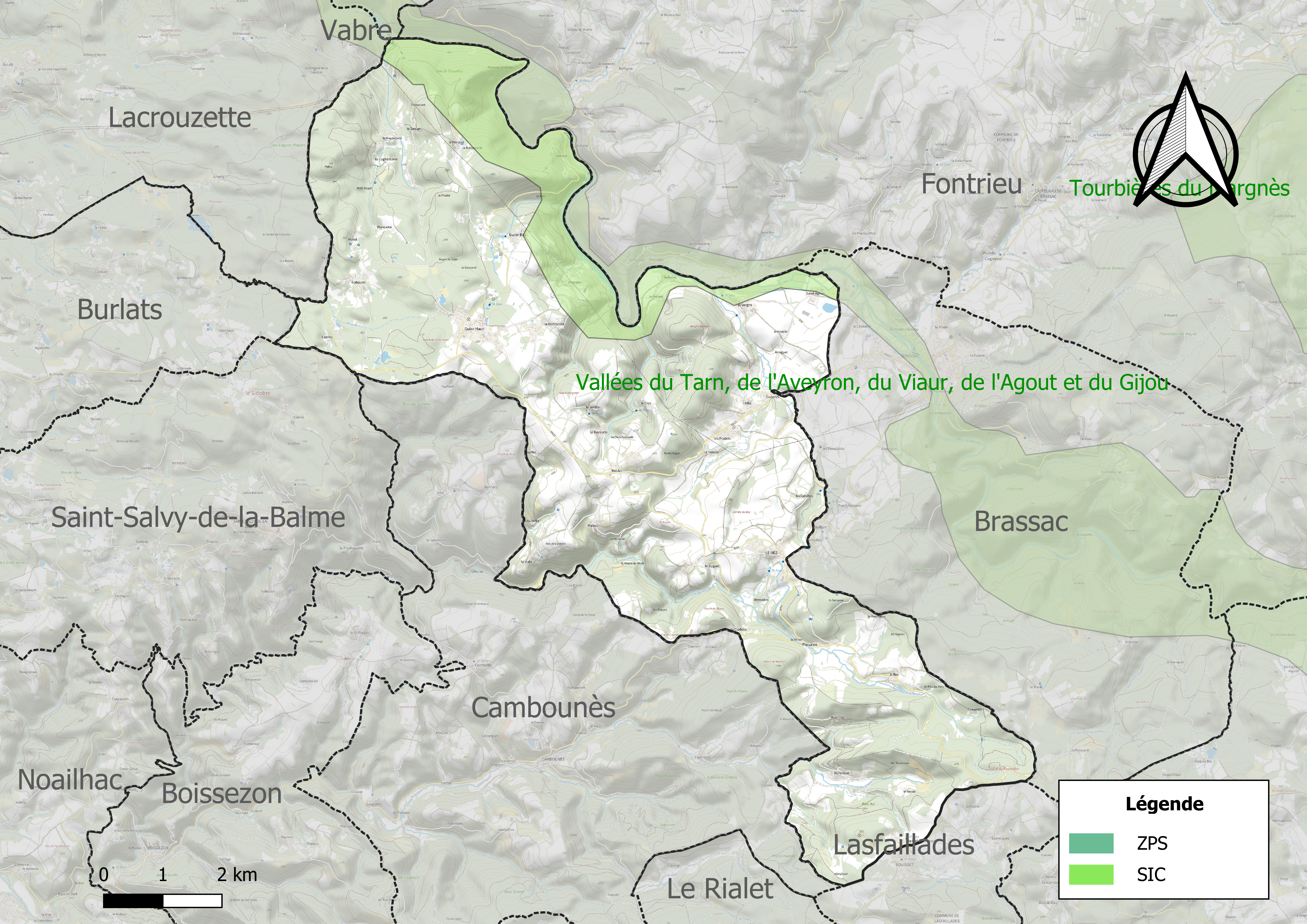
Site Natura 2000 sur le territoire communal.

Le réseau Natura 2000 est un réseau écologique européen de sites naturels d'intérêt écologique élaboré à partir des directives habitats et oiseaux, constitué de zones spéciales de conservation (ZSC) et de zones de protection spéciale (ZPS).
Un site Natura 2000 a été défini sur la commune au titre de la directive habitats : Les « vallées du Tarn, de l'Aveyron, du Viaur, de l'Agout et du Gijou », d'une superficie de 17 144 ha, s'étendant sur 136 communes dont 41 dans l'Aveyron, 8 en Haute-Garonne, 50 dans le Tarn et 37 dans le Tarn-et-Garonne. Elles présentent une très grande diversité d'habitats et d'espèces dans ce vaste réseau de cours d'eau et de gorges. La présence de la Loutre d'Europe et de la moule perlière d'eau douce est également d'un intérêt majeur.

#### Zones naturelles d'intérêt écologique, faunistique et floristique
L’inventaire des zones naturelles d'intérêt écologique, faunistique et floristique (ZNIEFF) a pour objectif de réaliser une couverture des zones les plus intéressantes sur le plan écologique, essentiellement dans la perspective d’améliorer la connaissance du patrimoine naturel national et de fournir aux différents décideurs un outil d’aide à la prise en compte de l’environnement dans l’aménagement du territoire.
Deux ZNIEFF de type 1 sont recensées sur la commune :
les « Granites du Sidobre et lac du Merle » (884 ha), couvrant 3 communes du département, et 
les « sagnes de Satjé et de la source du Lignon » (40 ha)
et deux ZNIEFF de type 2, : 
- les « sagnes du plateau d'Anglès et bassin versant de l'Arn » (9 725 ha), couvrant 10 communes dont deux dans l'Hérault et huit dans le Tarn[26] ;
- la « vallée de l'Agoût de Brassac à Burlats et vallée du Gijou » (15 868 ha), couvrant 17 communes du département[27].

Carte des ZNIEFF de type 1 et 2 au Bez.
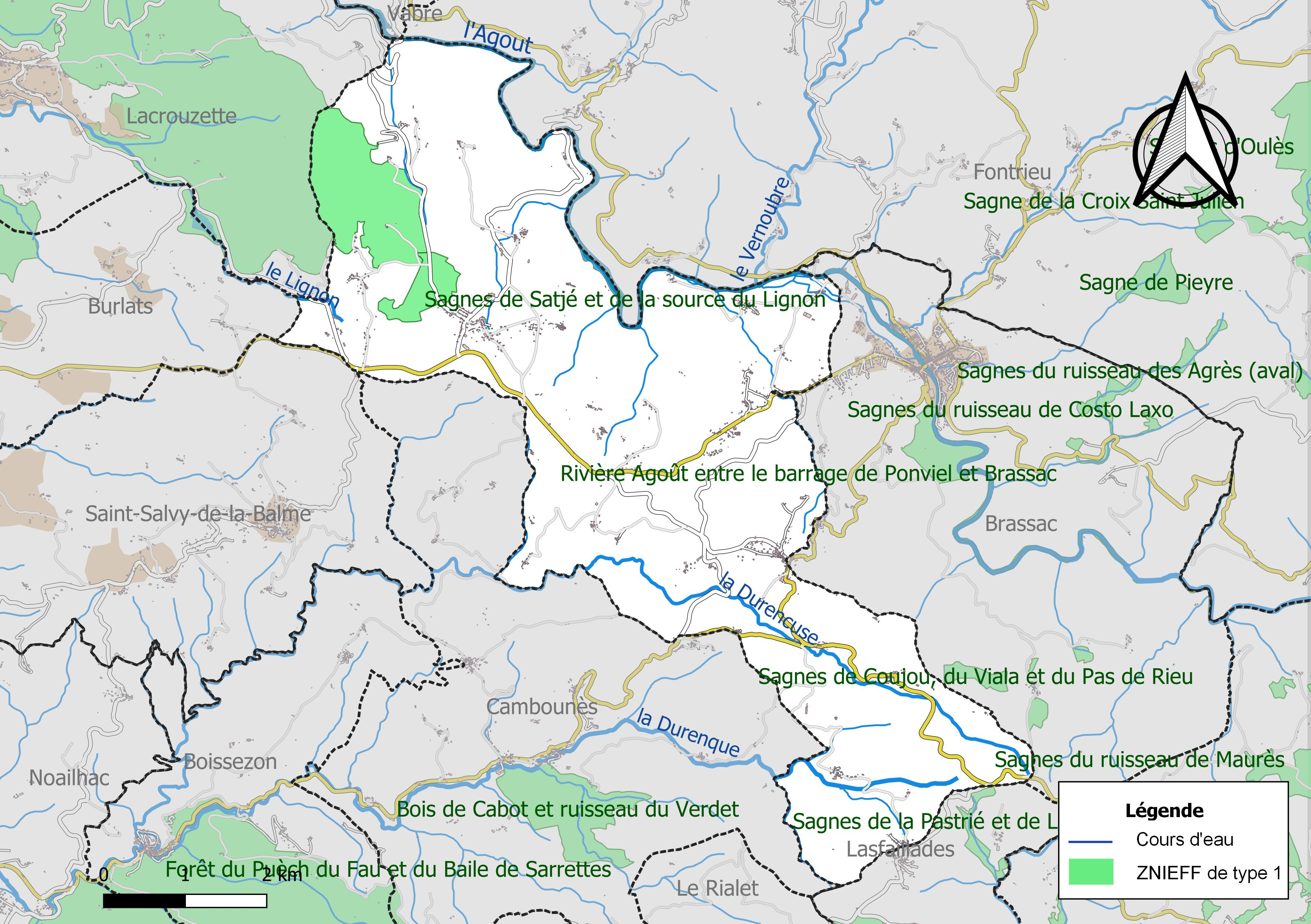
Carte des ZNIEFF de type 1 sur la commune.
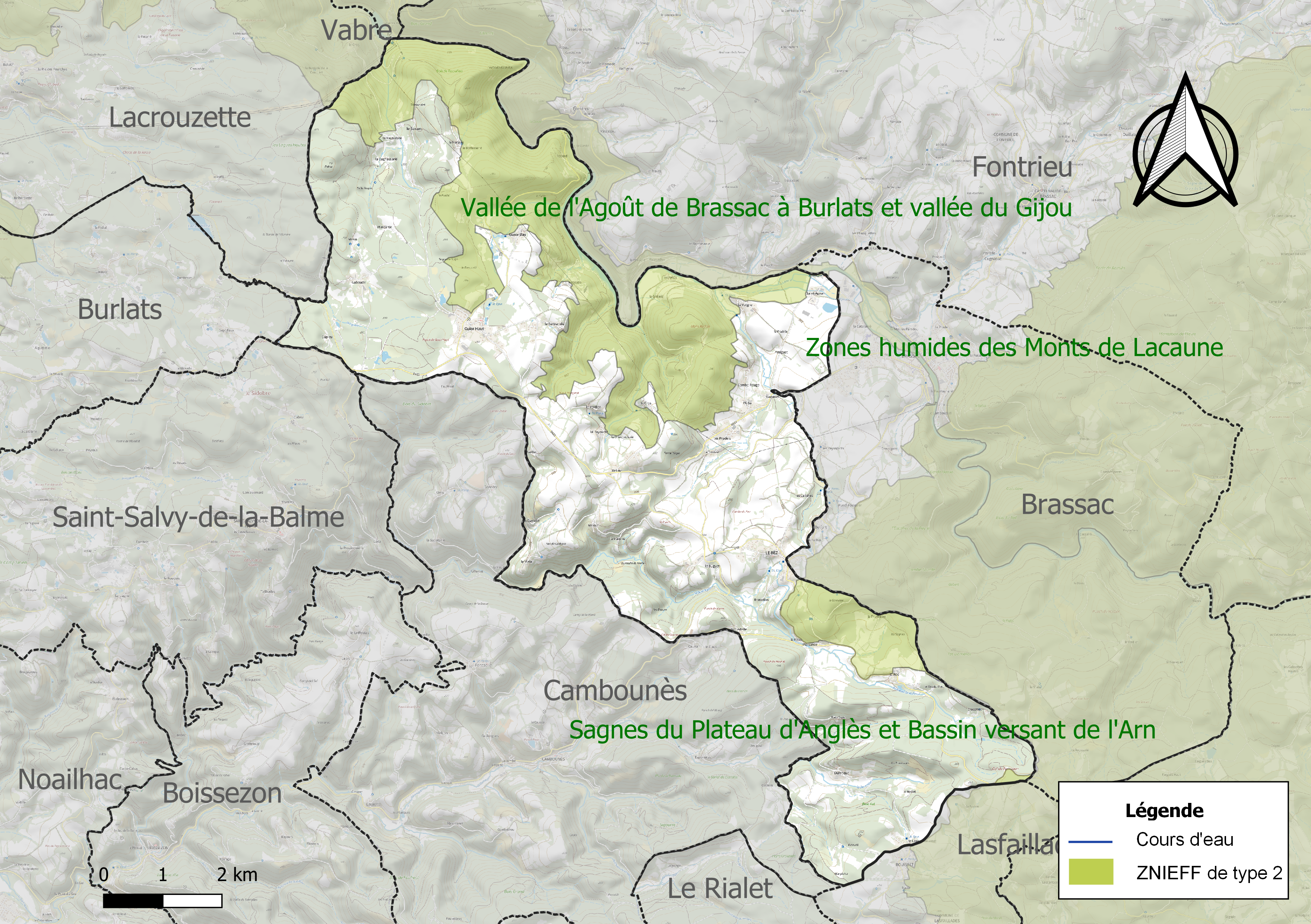
Carte des ZNIEFF de type 2 sur la commune.

## Urbanisme

### Typologie
Au 1er janvier 2024, Le Bez est catégorisée commune rurale à habitat dispersé, selon la nouvelle grille communale de densité à sept niveaux définie par l'Insee en 2022.
Elle est située hors unité urbaine. Par ailleurs la commune fait partie de l'aire d'attraction de Castres, dont elle est une commune de la couronne,. Cette aire, qui regroupe 55 communes, est catégorisée dans les aires de 50 000 à moins de 200 000 habitants,.

### Occupation des sols
L'occupation des sols de la commune, telle qu'elle ressort de la base de données européenne d’occupation biophysique des sols Corine Land Cover (CLC), est marquée par l'importance des forêts et milieux semi-naturels (58,4 % en 2018), en diminution par rapport à 1990 (60 %). La répartition détaillée en 2018 est la suivante : 
forêts (58,4 %), prairies (36,4 %), zones agricoles hétérogènes (4,3 %), terres arables (0,8 %). L'évolution de l’occupation des sols de la commune et de ses infrastructures peut être observée sur les différentes représentations cartographiques du territoire : la carte de Cassini (XVIIIe siècle), la carte d'état-major (1820-1866) et les cartes ou photos aériennes de l'IGN pour la période actuelle (1950 à aujourd'hui).

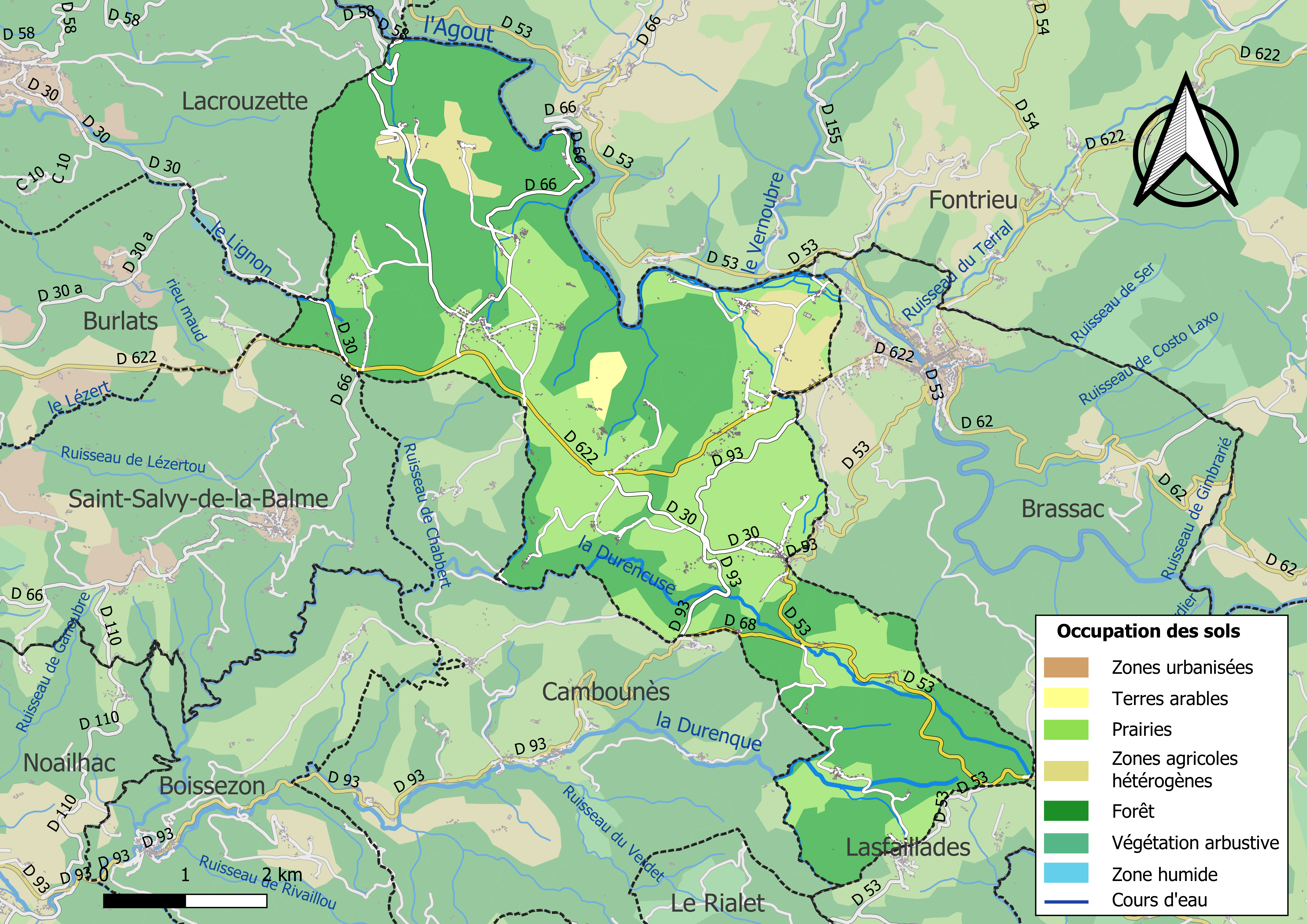
Carte des infrastructures et de l'occupation des sols de la commune en 2018 (CLC).

### Risques majeurs
Le territoire de la commune du Bez est vulnérable à différents aléas naturels : météorologiques (tempête, orage, neige, grand froid, canicule ou sécheresse), inondations, feux de forêts, mouvements de terrains et séisme (sismicité très faible). Il est également exposé à deux risques technologiques,  le transport de matières dangereuses et la rupture d'un barrage, et à un risque particulier : le risque de radon. Un site publié par le BRGM permet d'évaluer simplement et rapidement les risques d'un bien localisé soit par son adresse soit par le numéro de sa parcelle.

#### Risques naturels
Certaines parties du territoire communal sont susceptibles d’être affectées par le risque d’inondation par débordement de cours d'eau, notamment l'Agout, la Durenque, le Vernoubre, le Lignon et la Durencuse. La cartographie des zones inondables en ex-Midi-Pyrénées réalisée dans le cadre du XIe Contrat de plan État-région, visant à informer les citoyens et les décideurs sur le risque d’inondation, est accessible sur le site de la DREAL Occitanie. La commune a été reconnue en état de catastrophe naturelle au titre des dommages causés par les inondations et coulées de boue survenues en 1982, 1995, 1999 et 2017,.
Le Bez est exposée au risque de feu de forêt du fait de la présence sur son territoire. En 2022, il n'existe pas de Plan de Prévention des Risques incendie de forêt (PPRif). Le débroussaillement aux abords des maisons constitue l’une des meilleures protections pour les particuliers contre le feu,.

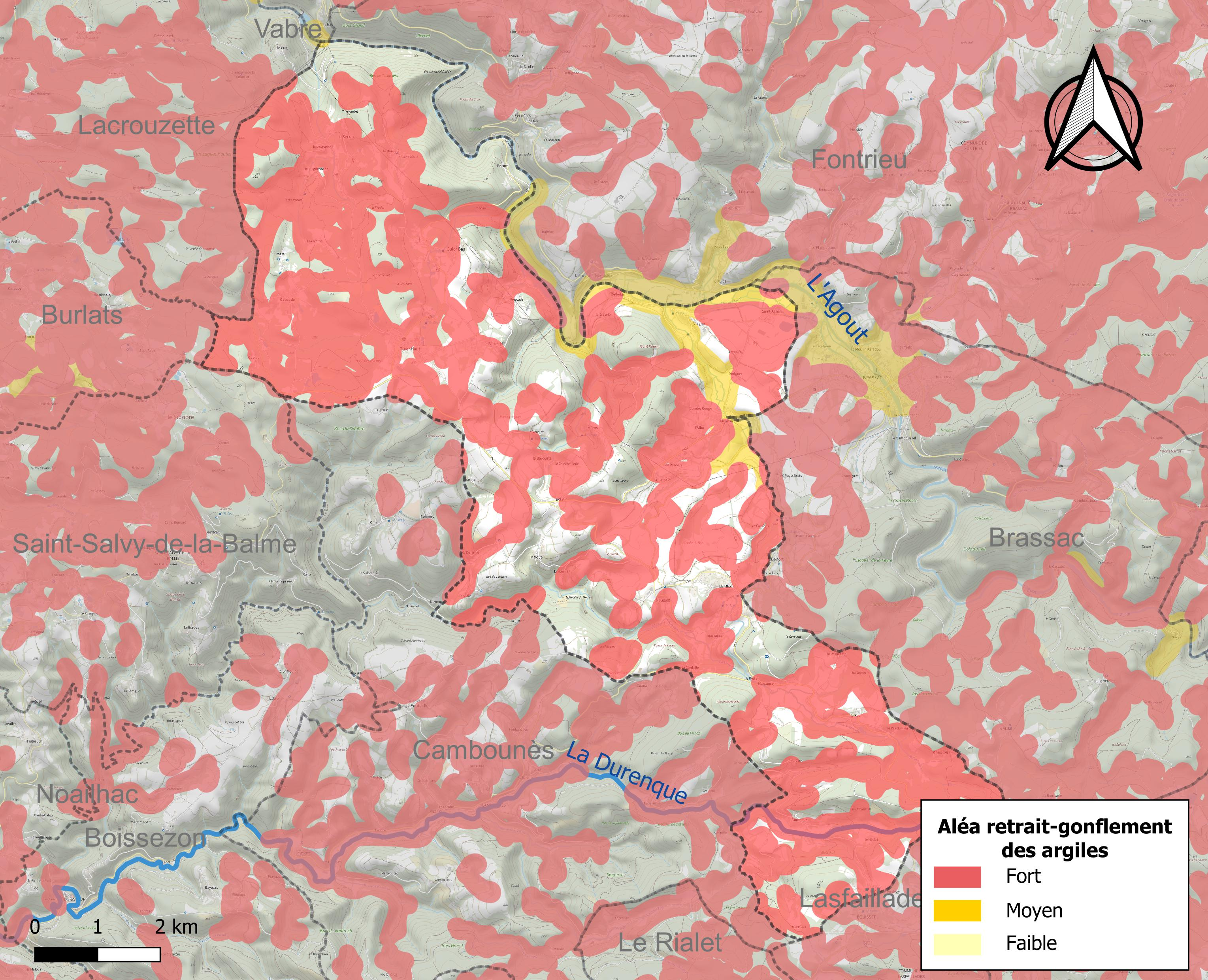
Carte des zones d'aléa retrait-gonflement des sols argileux du Bez.

La commune est vulnérable au risque de mouvements de terrains constitué principalement du retrait-gonflement des sols argileux. Cet aléa est susceptible d'engendrer des dommages importants aux bâtiments en cas d’alternance de périodes de sécheresse et de pluie. 66,9 % de la superficie communale est en aléa moyen ou fort (76,3 % au niveau départemental et 48,5 % au niveau national). Sur les 526 bâtiments dénombrés sur la commune en 2019, 412 sont en aléa moyen ou fort, soit 78 %, à comparer aux 90 % au niveau départemental et 54 % au niveau national. Une cartographie de l'exposition du territoire national au retrait gonflement des sols argileux est disponible sur le site du BRGM,.
Par ailleurs, afin de mieux appréhender le risque d’affaissement de terrain, l'inventaire national des cavités souterraines permet de localiser celles situées sur la commune.

#### Risques technologiques
Le risque de transport de matières dangereuses sur la commune est lié à sa traversée par des infrastructures routières ou ferroviaires importantes ou la présence d'une canalisation de transport d'hydrocarbures. Un accident se produisant sur de telles infrastructures est susceptible d’avoir des effets graves sur les biens, les personnes ou l'environnement, selon la nature du matériau transporté. Des dispositions d’urbanisme peuvent être préconisées en conséquence.
La commune est en outre située en aval d'un barrage de classe A. À ce titre elle est susceptible d’être touchée par l’onde de submersion consécutive à la rupture de cet ouvrage.

#### Risque particulier
Dans plusieurs parties du territoire national, le radon, accumulé dans certains logements ou autres locaux, peut constituer une source significative d’exposition de la population aux rayonnements ionisants. Certaines communes du département sont concernées par le risque radon à un niveau plus ou moins élevé. Selon la classification de 2018, la commune du Bez est classée en zone 3, à savoir zone à potentiel radon significatif.

## Histoire

### Préhistoire
Une présence humaine est constatée dès la période de la « révolution du Néolithique », aux alentours de 4000 av J.C. Les hommes qui peuplaient le secteur semblent faire partie du groupe dit Saint-Ponien. Leur territoire recouvrait les actuelles communes de Saint-Pons de Thomières au Bez en passant par Murat-sur-Vèbre, La Salvetat-sur-Agoût, Brassac et Fontrieu.
Les marques les plus caractéristiques de la présence de ce peuple de provenance transalpine au vu des travaux de M. Gabriel Rodriguez (Groupe Archéologique Saint-Ponais) sont la présence de statues-menhirs qui présentent les mêmes traits. Il s'agit de pierres levées, gravées. Certaines d'entre elles possèdent des attributs tantôt masculins, tantôt féminins, mais comportent des caractéristiques communes. L’Office du Tourisme des communes de Lacaune-les-Bains, le Centre d'Interprétation des Mégalithes de Murat-sur-Vêbre dans le Tarn, le musée de la Préhistoire de Saint-Pons de Thomière dans l'Hérault fournissent des éléments de compréhension et d'interprétation relatifs à la présence de ces statues-menhirs.
Quatorze de ces statues ont été découvertes sur le territoire de la commune du Bez. Des statues-menhirs du >Haut-Languedoc sont encore visibles à proximité de leur lieu de découverte, telle celle de Guyor-Haut ; d'autres ont été déplacées, une se trouve au jardin zoologique du Lunaret à Montpellier et une autre au musée du Vieux Biterrois à Béziers.

### Époque pré-romaine
Le nom de la commune du Bez est issu des langues celtes, la prononciation [bes] a été conservée et signifie le bouleau. Des traces de présence humaine à l'âge de bronze sont visibles à l'entour, notamment sur la commune de Fontrieu, à proximité du hameau du Teil (autre nom d'origine celte, signification : le tilleul) par la découverte d'un aven sépulcral (cf. Revue du Tarn). Les noms celtes sont parmi les rares traces de la présence de peuples de ces groupes ethniques.

### Époque romaine
L'atlas digital de l'Empire romain fournit des informations quant à la présence de Romains entre -30 et 300 notamment. Une villa romaine nommée Buxio figure sur la carte établie par le département d'archéologie et d'histoire ancienne de l'université de Lund (Suède). Bien qu'indiquée comme implantée dans la commune de Vabre, l'homophonie laisse supposer qu'il peut s'agir de la première marque historique du nom primitif de la commune. Des vestiges de fours romains sont encore visibles à proximité, dont un sur le territoire de Montredon-Labessonié), les mines de fer dont certains emplacements portent encore le nom de « ferrières » étaient déjà exploitées par les Romains.

## Politique et administration
| Période                                  | Période | Identité     | Étiquette | Qualité |
| ---------------------------------------- | ------- | ------------ | --------- | ------- |
| mars 2001                                |         | Yves Palaysi |           |         |
| Les données manquantes sont à compléter. |         |              |           |         |

## Démographie
| 1793  | 1800  | 1806  | 1821  | 1831  | 1836  | 1841  | 1846  | 1851  |
| ----- | ----- | ----- | ----- | ----- | ----- | ----- | ----- | ----- |
| 1 350 | 1 402 | 1 695 | 1 865 | 2 039 | 1 962 | 1 663 | 1 808 | 1 828 |

| 1856  | 1861  | 1866  | 1872  | 1876  | 1881  | 1886  | 1891  | 1896  |
| ----- | ----- | ----- | ----- | ----- | ----- | ----- | ----- | ----- |
| 2 087 | 1 663 | 1 608 | 1 539 | 1 565 | 1 627 | 1 611 | 1 519 | 1 455 |

| 1901  | 1906  | 1911  | 1921  | 1926 | 1931 | 1936 | 1946 | 1954 |
| ----- | ----- | ----- | ----- | ---- | ---- | ---- | ---- | ---- |
| 1 458 | 1 506 | 1 356 | 1 040 | 967  | 925  | 866  | 788  | 692  |

| 1962 | 1968 | 1975 | 1982 | 1990 | 1999 | 2006 | 2011 | 2016 |
| ---- | ---- | ---- | ---- | ---- | ---- | ---- | ---- | ---- |
| 643  | 602  | 606  | 612  | 654  | 716  | 786  | 822  | 838  |

| 2021 | 2022 | - | - | - | - | - | - | - |
| ---- | ---- | - | - | - | - | - | - | - |
| 874  | 901  | - | - | - | - | - | - | - |

## Économie

### Revenus
En 2018, la commune compte 356 ménages fiscaux, regroupant 882 personnes. La médiane du revenu disponible par unité de consommation est de 21 140 € (20 400 € dans le département).

### Emploi
|                | 2008  | 2013  | 2018  |
| -------------- | ----- | ----- | ----- |
| Commune        | 6,6 % | 5,8 % | 6,8 % |
| Département    | 8,2 % | 9,9 % | 10 %  |
| France entière | 8,3 % | 10 %  | 10 %  |

En 2018, la population âgée de 15 à 64 ans s'élève à 527 personnes, parmi lesquelles on compte 77,9 % d'actifs (71,1 % ayant un emploi et 6,8 % de chômeurs) et 22,1 % d'inactifs,. Depuis 2008, le taux de chômage communal (au sens du recensement) des 15-64 ans est inférieur à celui de la France et du département.
La commune fait partie de la couronne de l'aire d'attraction de Castres, du fait qu'au moins 15 % des actifs travaillent dans le pôle,. Elle compte 278 emplois en 2018, contre 272 en 2013 et 232 en 2008. Le nombre d'actifs ayant un emploi résidant dans la commune est de 377, soit un indicateur de concentration d'emploi de 73,9 % et un taux d'activité parmi les 15 ans ou plus de 59 %.
Sur ces 377 actifs de 15 ans ou plus ayant un emploi, 121 travaillent dans la commune, soit 32 % des habitants. Pour se rendre au travail, 86,9 % des habitants utilisent un véhicule personnel ou de fonction à quatre roues, 0,5 % les transports en commun, 5,3 % s'y rendent en deux-roues, à vélo ou à pied et 7,3 % n'ont pas besoin de transport (travail au domicile).

### Activités hors agriculture
74 établissements sont implantés  au Bez au 31 décembre 2019. Le tableau ci-dessous en détaille le nombre par secteur d'activité et compare les ratios avec ceux du département,.
| Secteur d'activité                                                                                        | Commune | Commune | Département |
| Secteur d'activité                                                                                        | Nombre  | %       | %           |
| --- | ------- | ------- | ----------- |
| Ensemble                                                                                                  | 74      |         |             |
| Industrie manufacturière, industries extractives et autres                                                | 20      | 27 %    | (13 %)      |
| Construction                                                                                              | 12      | 16,2 %  | (12,5 %)    |
| Commerce de gros et de détail, transports, hébergement et restauration                                    | 21      | 28,4 %  | (26,7 %)    |
| Activités financières et d'assurance                                                                      | 1       | 1,4 %   | (3,3 %)     |
| Activités immobilières                                                                                    | 2       | 2,7 %   | (4,2 %)     |
| Activités spécialisées, scientifiques et techniques et activités de services administratifs et de soutien | 9       | 12,2 %  | (13,8 %)    |
| Administration publique, enseignement, santé humaine et action sociale                                    | 4       | 5,4 %   | (15,5 %)    |
| Autres activités de services                                                                              | 5       | 6,8 %   | (9 %)       |

Le secteur du commerce de gros et de détail, des transports, de l'hébergement et de la restauration est prépondérant sur la commune puisqu'il représente 28,4 % du nombre total d'établissements de la commune (21 sur les 74 entreprises implantées  au Le Bez), contre 26,7 % au niveau départemental.

### Agriculture
La commune est dans les Monts de Lacaune, une petite région agricole située dans le sud-est du département du Tarn. Entre bocages et forêt, cette zone est dédiée à l’élevage de ruminants de races à viande ou laitières. Sur les plus hauts plateaux, de nombreux élevages de brebis laitières produisent le lait destiné à la fabrication du roquefort. En 2020, l'orientation technico-économique de l'agriculture  sur la commune est l'élevage d'équidés et/ou d' autres herbivores. 
|               | 1988 | 2000 | 2010 | 2020 |
| ------------- | ---- | ---- | ---- | ---- |
| Exploitations | 51   | 27   | 24   | 21   |
| SAU (ha)      | 995  | 745  | 738  | 837  |

Le nombre d'exploitations agricoles en activité et ayant leur siège dans la commune est passé de 51 lors du recensement agricole de 1988  à 27 en 2000 puis à 24 en 2010 et enfin à 21 en 2020, soit une baisse de 59 % en 32 ans. Le même mouvement est observé à l'échelle du département qui a perdu pendant cette période 58 % de ses exploitations,. La surface agricole utilisée sur la commune a également diminué, passant de 995 ha en 1988 à 837 ha en 2020. Parallèlement la surface agricole utilisée moyenne par exploitation a augmenté, passant de 20 à 40 ha.

## Culture locale et patrimoine

### Lieux et monuments
- Plusieurs monuments préhistoriques encore visibles aujourd'hui attestent de l'occupation du territoire dès l'époque néolithique :
- Menhir de Fauffarat ou de Bonnery.
- Menhir de la Vergne
- Menhirs de l'Aveugle ou  de la Bayourthe (trois menhirs)
- Statue-menhir du Baissas
- Statue-menhir de la Croix de Guior
- Statue-menhir de Guior-Haut
- Statue-menhir de la Monjarié ou du Secun ou de Tesouliès
- Statue-menhir de Montagnol (visible au Centre d'Interprétation des Mégalithes à Murat-sur-Vèbre).
- Église Saint-Pierre du Bez.
- Église Saint-Agnan du Bez.
- Église Notre-Dame de Guior Haut.
- Moulin de Record : Moulin seigneurial datant de 600 ans.

### Personnalités liées à la commune
- Jean-Joseph Manhaval (1736-1812), homme politique né au Bez,

### Héraldique
| Le Bez | Son blasonnement est : D'argent au pal comété de gueules. |